# Sankt Marienkirchen an der Polsenz
Sankt Marienkirchen an der Polsenz település Ausztriában, Felső-Ausztria tartományban, az Eferdingi járásban. Tengerszint feletti magassága 315 méter, területe 23,84 km².

## Elhelyezkedése
Sankt Marienkirchen an der Polsenz Sankt Thomas, Prambachkirchen, Hinzenbach, Scharten, Wallern an der Trattnach, Bad Schallerbach és Pollham településekkel határos.

## Népesség
| 2016 | 2 310 |
| 2018 | 2 337 |